# Réka Albert
Réka Albert est une scientifique hongroise née en Roumanie, professeure de physique et de biologie à l'Université d'État de Pennsylvanie. Elle est notamment connue pour le modèle de Barabási-Albert et son travail sur les réseaux sans échelle.

## Biographie
Réka Albert obtient son BSc en 1995 puis sa MSc en 1996 à l'université Babeș-Bolyai à Cluj-Napoca en Roumanie, puis son PhD en 2001 à l'Université Notre-Dame-du-Lac.

## Travaux

Trois graphes générés en utilisant le modèle de Barabási-Albert. Chacun a 20 nœuds et le paramètre d'attachement m indiqué.

Réka Albert est cocréatrice, avec Albert-László Barabási, du modèle de Barabási-Albert, un algorithme de génération aléatoire de réseaux sans échelle à l'aide d'un mécanisme d'attachement préférentiel (en).

## Récompenses
Réka Albert obtient une bourse Sloan en 2004, et est récompensée en 2007 du NSF CAREER Awards (en) puis reçoit en 2011 le prix Maria Goeppert-Mayer,.

## Publications
- (en) Réka Albert et Albert-László Barabási, « Statistical mechanics of complex networks », Reviews of Modern Physics, vol. 74, no 1,‎ 30 janvier 2002, p. 47–97 (DOI 10.1103/RevModPhys.74.47, arXiv cond-mat/0106096, lire en ligne, consulté le 8 juillet 2019)
- (en) H. Jeong, B. Tombor, R. Albert, Z.N. Oltvai et A.-L. Barabási, « The large-scale organization of metabolic networks », Nature, vol. 407, no 6804,‎ octobre 2000, p. 651–654 (ISSN 1476-4687, DOI 10.1038/35036627, arXiv cond-mat/0010278, lire en ligne, consulté le 8 juillet 2019)
- (en) Réka Albert, Hawoong Jeong et Albert-László Barabási, « Error and attack tolerance of complex networks », Nature, vol. 406, no 6794,‎ juillet 2000, p. 378–382 (ISSN 1476-4687, DOI 10.1038/35019019, arXiv cond-mat/0008064, lire en ligne, consulté le 8 juillet 2019)
- (en) Réka Albert et Albert-László Barabási, « Emergence of Scaling in Random Networks », Science, vol. 286, no 5439,‎ 15 octobre 1999, p. 509–512 (ISSN 0036-8075 et 1095-9203, PMID 10521342, DOI 10.1126/science.286.5439.509, arXiv cond-mat/9910332, lire en ligne, consulté le 8 juillet 2019)